# Andh jezik
Andh jezik (andha, andhi; ISO 639-3: anr), indoarijski jezik, šire indoiranske skupine kojim govori oko 100 000 ljudi (2007) od 420 000 (2007 Joshua Project) etničkih Andha, na području središnje Indije u državama Maharashtra, Andhra Pradesh i Madhya Pradesh.
Mnogi govore marathijem [mar] kao 1. jezikom.

## Vanjske poveznice
- Ethnologue (14th)
- Ethnologue (15th)